# Дечја порнографија
Дечја порнографија означава било какав снимак или слику који приказују особу испод 18 година старости која учествује у сексуалном односу, који из сексуалних побуда приказује гениталну или аналну област особе млађе од 18 година или било какав документ који подржава сексуалне односе са малолетним особама.
Дечја порнографија је међу најраспрострањенијим видовима криминала на интернету. Дечју порнографију шире педофили ради прављења личне колекције, размене материјала са осталим педофилима, или прављења новог материјала и дечје проституције.

## Терминологија
Научници и правосуђе све чешће користе израз злостављање деце, уместо порнографија, који би могао погрешно да имплицира на пристанак на сексуалне односе, те самим тим прикрије праву природу дечје порнографије, а то је злоупотреба. Термин дечја порнографија остаје легална дефиниција у разним правним системима. Који год израз да се користи, он упућује на сексуалну експлоатацију деце и адолесцената у порнографији, а сам материјал је евиденција почињеног криминала.
Од 1999. године Интерполова стална радна група за кривична дела против малолетника користи следећу дефиницију: Дечја порнографија је последица експлоатације, или сексуалног злостављања деце. Може се дефинисати као било који вид приказивања, или промовисања сексуалног злостављања деце, укључујући и писане и аудио-записе, који се односе на сексуалне односе са децом, или други вид сексуалног искоришћавања деце.

## Производња и дистрибуција
Деца свих узраста су злоупотребљена у дечјој порнографији и њихов број је огроман. Већина слика (83%) односи се на децу која нису достигла пубертет, док је у 80% слика заступљен сексуални однос. 21% слика садржи сцене насиља, мучења и садизма. 39% материјала су видео-записи. 79% материјала су слике без сексуалног односа, са голом, или полуголом децом.

## Законска регулатива у Србији
Злоупотреба малолетних лица (дечја порнографија) се санкционише у Републици Србији. Република Србија је потписала Конвенцију о сајбер криминалу, док се у Скупштини Србије налази Нацрт закона о ратификовању Сајбер конвенције.
Према речима Зоне Костић, на Научном скупу Синергија 2009: „У Србији не постоји званична база података о броју деце жртава насиља, а ни јединствена база података о починиоцима сексуалних деликата. Чланом 185 Кривичног Законика Србије санкционисана су три могућа начина извршења кривичног дела производње и приказивања порнографског материјала који укључују децу.“ То су приказивање и дистрибуција, који се санкционишу новчано, или казном затвора до две године и производња која се кажњава казном од шест месеци до пет година затвора. Само поседовање порнографског материјала, уколико није било дистрибуције, се не кажњава.